# Maxi (série télévisée d'animation)
Maxi, typographie MaXi, est une série d'animation canadienne jeunesse en 26 épisodes de 11 minutes, créée par Frima Studio pour diffusion sur tablette tactile et smartphone d'abord. Elle est également diffusée depuis le 4 novembre 2017 sur le réseau TFO. 
La série décrit les aventures de Mara et Xilo (MaXi), des adolescents jumeaux fusionnés à temps partiel qui explorent le monde de la planète Vakarma. 

## Synopsis
Suivez les incroyables aventures de Mara et Xilo (MaXi), des adolescents jumeaux fusionnés à temps partiel qui explorent le monde de Vakarma. MaXi met en scène de jeunes héros gentils et affirmés, des éléments musicaux forts mettent en valeur la diversité de Vakarma. Les aventures des héros reflètent des valeurs humaines et des enjeux environnementaux à travers l'univers que forme la planète.

### Fiche technique
- Titre original : MaXi
- Création : Frima Studio
- Réalisateur : André Kadi
- Scénaristes : Louis Patalano, Alexandra Larochelle, Eric Asselin, Eric Godin, Maxime Desjardins, Anne-Hélène Prévost, Emma Berthou, Frédéric Simard
- Directeur artistique : Marie-Michelle Laflamme
- Montage vidéo : Frédéric Fortier, Jean-François Lamirande
- Musique : Olivier Auriol
- Production : Valérie Hénaire, Christine Côté, Marie-Hélène Dutil
- Sociétés de production : Frima Studio
- Sociétés de distribution : Médiatoon
- Pays d'origine :  Canada
- Langue originale : Français
- Format : 16:9 HD
- Genre : Animation
- Nombre de saisons : 1
- Nombre d'épisodes : 26
- Durée : 11 minutes
- Date de première diffusion : 13 septembre 2017 - sur l'application mobile, version iOS (Apple)[2]
- Date de première diffusion sur TFO : 4 novembre 2017
- Date de première diffusion sur Tou.tv : 12 décembre 2017

## Voix originales
- Sarah-Jeanne Labrosse : Mara
- Nicolas Charbonneaux : Xilo
- Martin Watier : Jack / Pierre
- Nini Marcelle : Olivier / Pétunia
- Mathieu Pichette : Molo
- Catherine Brunet : Cath

## Production

### Développement
La série d'animation a été conçue en collaboration avec le groupe média TFO dans le but de la diffuser dans une application mobile en premier lieu. L'application MaXi Créateur BD permet aux jeunes utilisateurs d'explorer l'univers de Vakarma, la planète fictive de la série, en y écoutant la série en primeur. L'écoute d'un épisode permet de débloquer des contenus de création comme des personnages et des décors et de créer et consulter des bandes dessinées interactives.
L'application MaXi Créateur BD est lauréate du prix Gémeaux 2018 dans la catégorie Meilleure composante numérique pour une émission ou série : jeunesse.

## Épisodes
1. Planète en direct
2. On dit « un » Licorne !
3. Cauchemar sans fin
4. Hiver spontané
5. Germinator ! Germinator !
6. Yo les Coyotes !
7. Le labyrinthe insensé
8. Robotiquement vôtre
9. Molo en pot
10. Tourner au vinaigre
11. C'est ÇA le Lamantin Céleste ?!
12. Devoir intemporel
13. La cabane dans Bémol
14. Vagues de Contestation
15. Mon ami Plato
16. Rester Zen
17. Une démo à tout prix
18. Le jour des Totems
19. Je rêve donc je suis
20. Lunatic à vendre
21. Un vrai mensonge
22. Des larmes de licorne
23. La quête de Molo
24. Un banquet très laid
25. Le jour sans fin
26. Un seul vainqueur

## Produits dérivés

### Autres
La série MaXi et son application mobile MaXi Créateur BD sont accompagnées d'un jeu vidéo mobile : MaXi Écodéfini infini.
Le jeu est disponible pour les systèmes d'exploitation mobiles Android et iOS.